# Нойкірхен (Рудні Гори)
Нойкірхен (нім. Neukirchen) — громада в Німеччині, розташована в землі Саксонія. Входить до складу району Рудні Гори.
Площа — 20,12 км2. Населення становить 7000 ос. (станом на 31 грудня 2020).